# پیت نوروال
 پیت نوروال (انگلیسی: Piet Norval؛ زاده ۷ آوریل ۱۹۷۰) یک تنیس‌باز اهل آفریقای جنوبی است. 